# Бардішкяй (Расейняйський район)
Бардішкяй (Bardiškiai) — село у Литві, Расейняйський район, Шилувське староство, розташоване за 7 км від села Жаігінюс. Станом на 2001 рік у селі проживало 12 людей.

## Принагідно
- мапа із зазначенням місцерозташування [Архівовано 6 серпня 2018 у Wayback Machine.]

| Литва | Це незавершена стаття з географії Литви. Ви можете допомогти проєкту, виправивши або дописавши її. |